# Pony (Montana)

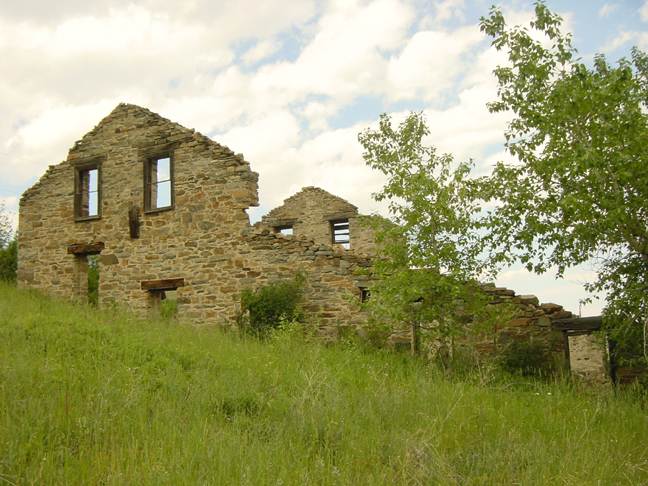
Engenho mineiro abandonado em Pony, Montana

Pony é uma cidade fantasma no condado de Madison, no estado de Montana, nos Estados Unidos. Fica situada a situada no leste das  Tobacco Root Mountains.

## História
Foi em 1866 que Tecmuseh "Pony" Smith (ele tinha a alcunha "Pony por ser de estatura baixa) descobriu ouro num córrego/rego próximo da localidade. Em 1875, uma localidade com esse nome crescia para servir os mineiros locais. Por volta de 1880, várias minas davam fortunas em minas de ouro. A Union Pacific Railroad estendeu a linha  férrea a Pony. .A cidade foi prosperando e por volta de 1895, possuía escola, dois hotéis e várias lojas. Em finais do século XIX, chegaram a viver na cidade cerca de 5.000 habitantes. Foi ficando despovoado, à medida que o ouro foi desaparecendo, por volta da década de 1940. Hoje não são mais que 118 habitantes.

## Vestígios
Mantêm-se intactos hoje em dia, vários edifícios dos tempos áureos da cidade, alguns construídos em tijolo (o Banco Morris) na esquina entre a Pony Street e  Broadway Street), o hotel (usado pela última vez em 1958). Permanecem ainda em pé uma escola pública (edificada em 1902 e que possuía um ginásio por volta de 1920, mas que encerrou em 1943, hoje é utilizada para reuniões, casamentos e eventos sociais.), a  igreja presbiteriana (ainda em uso) , um edifício maçónico (ainda hoje usado para encontros dos maçons) e a prisão. Em relação à atividade mineira resta o Twenty Stamp Mill (o engenho destinado à pesquisa do minério de ouro).

## Demografia
Segundo o censo americano de 2010, a sua população era de 118 habitantes.
Karl Ohs, antigo vice-governador do estado de Montana possuiu um rancho em Pony, onde morreu em 2007.